# طنغستان

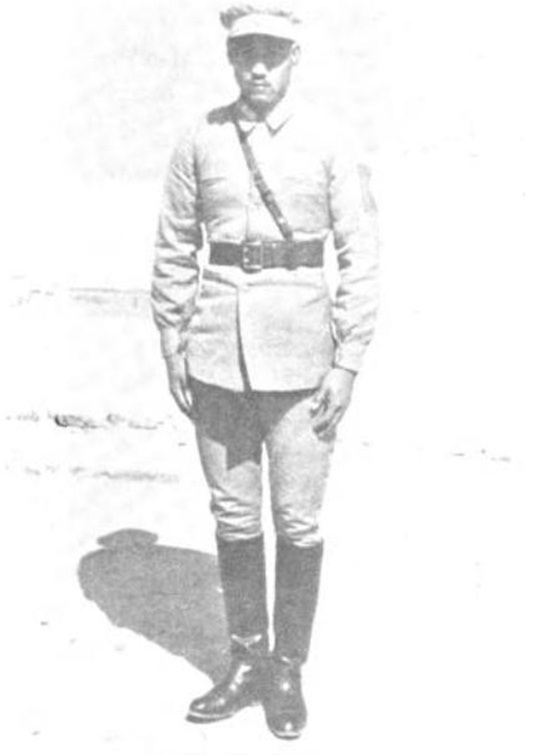
ماهوشان في عام 1937

طنغستان أو تنغستان أو دنغستان هو اسم أجنبي للمنطقة الواقعة في جنوب سنجان [الإنجليزية] والتي أدارتها الفرقة 36 الجديدة من الجيش الثوري الوطني من عام 1934 إلى عام 1937، وسط الحرب الأهلية الصينية في الصين الداخلية [الإنجليزية]. تألفت الفرقة 36 الجديدة بشكل حصري تقريبًا من جنود المسلمين الهوي وكان يقودها أمير الحرب المسلم الهوي ماهوشان [الإنجليزية]. في ذلك الوقت، كان الهوي معروفين باسم دنغس في الأدب الغربي، ومن هنا جاء الاسم.

## علم أصول الكلمات
دنغستان هو مصطلح أجنبي يُنسب عمومًا إلى الكتاب الغربيين الذين عاصروا إدارة الفرقة 36 الجديدة. استخدمت الأدبيات الغربية في ذلك الوقت المصطلح الأجنبي دنغس لوصف الهُوي. وفقًا للباحث في دراسات آسيا الوسطى والدراسات الإسلامية أندرو فوربس، فإن مصطلح طنغستان صاغه دارس المغوليات [الإنجليزية] النمساوي والتر هيسج [الإنجليزية].  ومع ذلك، تؤكد باحثة أخرى في دراسات آسيا الوسطى شيرين أكنر [الإنجليزية] أن المصطلح كان يستخدمه المسلمون الأتراك في المنطقة أيضًا.

## الإِقلِيم
كانت أراضي الفرقة 36 الجديدة متمركزة حول واحة خوتان، حيث تم إنشاء قيادة حامية. قامت الفرقة 36 الجديدة أيضًا بإدارة المقاطعات المحيطة بخوتان، بما في ذلك كارجيليك، مارالبشي، جوما، كاركاش [الإنجليزية]، كيريا، شرخليك [الإنجليزية]، شرشان [الإنجليزية]. كانت أراضي ما هو شان محاطة من ثلاث جهات بقوات موالية للأمير الحربي الصيني شنغ شيكاي ومن الجنوب هضبة التبت.

## التاريخ

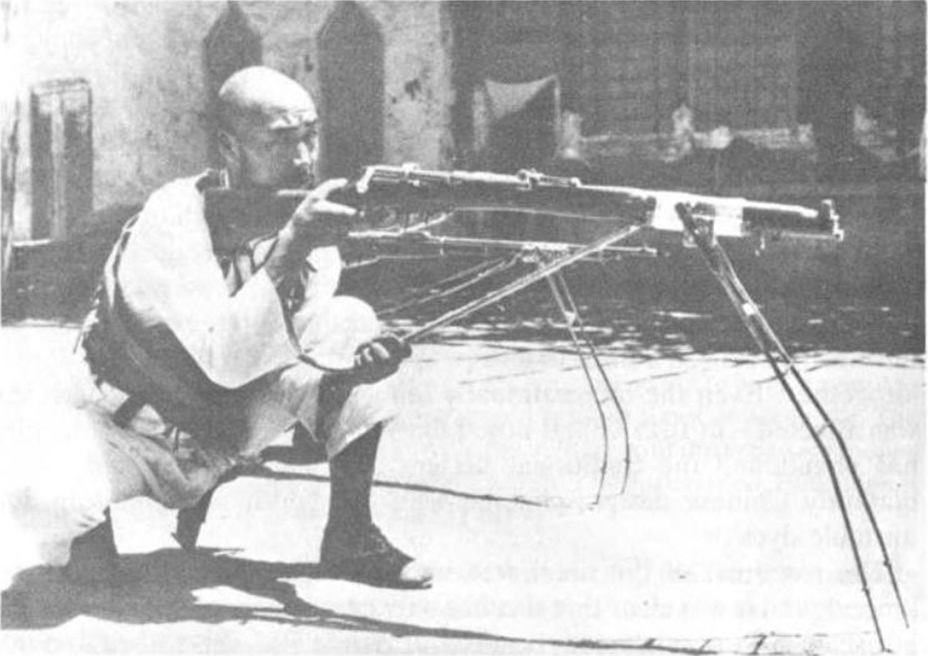
رامي هوي من الفرقة 36 الجديدة

انتهت ثورة سنجان عام 1911 [الإنجليزية] بفرار حاكم تشينغ في قانسو وشينجيانغ من العاصمة الإقليمية دي هوا (أورومتشي) واستيلاء جيوش أمراء الحرب من زمرة سنجان [الإنجليزية] على السلطة. كانت زمرة سنجان تابعة ظاهريًا لجمهورية الصين، لكنها كانت تتحدى الأوامر القادمة من نانجينغ بانتظام. في أوائل ثلاثينيات القرن العشرين، تآمر حزب الكومينتانغ (KMT)، الحزب الحاكم في الصين آنذاك، مع أمير الحرب المسلم الهوي ما تشونغ ينغ وفرقته الجديدة 36 ذات الأغلبية المسلمة الهوي للإطاحة بحاكم سنجان آنذاك، جين شورين. كان جين قد وقّع من جانب واحد على معاهدة أسلحة مع الاتحاد السوفييتي، مما أثار استياء وغضب حزب الكومينتانغ. حاول (ما) الاستيلاء على دي هوا في عام 1933 لكنه لم يتمكن من ذلك، وكان جين تراجع إلى الصين الداخلية [الإنجليزية] بعد المعركة فقبض الكومينتانغ عليه على الفور قام (ما) بتوسيع نطاق نفوذه من خلال عدد من الانتصارات العسكرية في سنجان، ولا سيما في كاشغر في عام 1934 إحدى أهم مدن الإيغور ومسلمي آسيا الوسطى، وعليه فقد أنهت قواته جمهورية تركستان الشرقية الأولى، وتسببت في زوالها. ومع ذلك، اختفى (ما) بعد الغزو السوفييتي لسنجان في نفس العام.
خلف ماهوشان [الإنجليزية] أخاه غير الشقيق ما تشونغ ينغ قائدًا للفرقة 36 الجديدة وتراجع من كاشغر إلى خوتان. كان ماهوشان يتلقى بانتظام برقيات، ظاهريًا من صهره في الاتحاد السوفييتي، تعده بعودة تشونغ ينغ قريبًا.، لم يعد تشونغ ينغ أبدًا، وتولى ماهوشان إدارة نطاق تشونغ ينغ السابق من عام 1934 إلى عام 1937.
حكم ضباط المسلمين الهوي من الفرقة 36 الجديدة المسلمين الأتراك في أراضيهم حيث عاملوهم كالرعايا المستعمرين. كان السكان المحليون يشيرون إلى (ما) باسم باديشاه (تُترجم حرفيًّا الملك). كانت الضرائب باهظة لدعم احتياجات الفرقة 36 الجديدة. واستُغل المزارعون والتجار لصالح الحاميات العسكرية. وكان التجنيد الإجباري شائعًا أيضًا.
بحلول عام 1935، أصبح التضخم المحلي خارجًا عن السيطرة، وبدأت قوات الفرقة 36 الجديدة في الفرار، وكان الإيغور يقاتلون الجنود في شوارع خوتان بشكل متكرر. اندلعت ثورة الإيغور في تشارخليك (مقاطعة روشيانغ [الإنجليزية] الحالية) وقُمعَت على الفور من الفرقة 36 الجديدة.

## طالع أيضًا
- القومية الهوي
- جماعة ما
- حروب تركستان الشرقية

### الاستشهادات
1. ↑  Schlyter, Bellér-Hann & Sugawara 2016، صفحة 193: "The territories under [Ma Hushan's] rule were called "Tunganistan" by some Western writers, although no formal government was ever set up."
2. ↑  Newby 1986، صفحة 88: "W. Heissig ... uses the term 'Tunganistan' to describe the Tungan stronghold, but it is a purely Western appellation."
3. ↑  Prinsep 1835، صفحة 655.
4. 1 2  Forbes 1986، صفحة 128: "Following his withdrawal to Khotan in July 1934, Ma Hu-shan gradually consolidated his hold over the remote oases of the southern Tarim Basin, effectively establishing a Tungan satrapy where Hui Muslims ruled as colonial masters over their Turkic-speaking Muslim subjects ... The territory thus administered from 1934 to 1937 was given the entirely appropriate name of Tunganistan by Walther Heissig. ... Ma Hu-shan – who ruled 'Tunganistan' as a complete autocrat, known to his Turkic subjects as padishah (lr. 'king') ..."
5. ↑  Akiner 2013، صفحة 296: "It has been suggested that the motive force sustaining this isolated Hui fiefdom (aptly described, at least from a Turkic-speaking Muslim standpoint, as 'Tunganistan') ..."
6. 1 2  Dillon 2014، صفحة 103: "[Ma Zhongying's] 36th Division was taken over by his half-brother Ma Hushan who led his troops into Khotan and set up a garrison command, from where he controlled a wide area including Khotan itself and the surrounding counties of Yecheng, Bachu, Pishan, Moyu, Yutian, Ruoqiang and Qiemo, sometimes known humorously by Westerners as Dunganistan.
7. ↑  Nyman 1977، صفحة 122.
8. ↑  Zhou 1989، صفحة 145.
9. 1 2  Forbes 1986، صفحة 106.
10. ↑  Starr 2004، صفحة 79.
11. ↑  Forbes 1986، صفحة 124.
12. ↑  Forbes 1986، صفحة 367.
13. ↑  Dickens 1990.
14. ↑  Smith 2000، صفحة 204.
15. ↑  Smith 2000، صفحات 204–205.
16. ↑  Forbes 1986، صفحة 134.